# Steve Forrest (golfarkitekt)
Steve Forrest är en amerikansk golfarkitekt. Tillsammans med Arthur Hills driver han Arthur Hills/Steve Forrest and Associates.
I Sverige har Hills och Forres bland annat ritat Hills GC i Göteborg, Tournament Course på Vasatorps GK i Helsingborg och Sand GC i Jönköping.